# Arçais

Arçais este o comună în departamentul Deux-Sèvres, Franța. În 2009 avea o populație de 612 de locuitori.